# 善化县
善化县为湖南民国之前的设县，县治设于长沙城南。至1912年废除时，善化县共存世814年。
北宋元符元年（1098年）为置县之始，析长沙县南五乡和湘潭县二乡置“善化县”。“善化”之名来自于“善邑”和“教化”之义。元末明初，属潭州府。后属长沙府。民国元年（1912年），撤销长沙县和善化县，并入长沙府。次年，裁府留县，恢复长沙县。
善化县治，长沙城以今五一路为界，城北属长沙县，城南为善化县，两县同城而治。化龙池为善化县治核心地区，县衙门和县学宫在其北，当时的商业大街南正街（南正路，今黄兴路）位其南。